# De Heide (recreatiegebied)
De Heide is een Nederlands recreatiegebied aan de zuidwestelijke rand van Heerenveen, iets ten noorden van Nieuweschoot.
Het recreatiegebied is ontstaan in de jaren tachtig, nadat er enkele jaren zandwinning had plaatsgevonden, waardoor een recreatieplas met een diepte tot 20 meter ontstond. Op de plas zijn alleen roei- en zeilboten toegestaan.
Langzamerhand is er ook een leuk visbestand ontstaan. Hengelsportvereniging Heerenveen heeft onder meer (spiegel)karpers uitgezet om de hengelsport te stimuleren. In 2007 werden er ook graskarpers uitgezet om de watergentiaan te bestrijden. Aan de noordkant van de plas bevindt zich een klein strand, waarop ook strandvolleybal gespeeld kan worden.
Na de sloop van het openluchtzwembad werd De Heide het recreatiegebied voor de Heerenveners. Ten oosten van het recreatiegebied ligt woonwijk De Heide en de golfbaan met de golfclub Heidemeer.
Jaarlijks wordt het evenement Butterfly Beach Party gehouden op het strand van recreatiegebied De Heide.